# Duxbury (hrabstwo Plymouth)
Duxbury – jednostka osadnicza w Stanach Zjednoczonych, w stanie Massachusetts, w hrabstwie Plymouth.